# 가회동 백인제 가옥
가회동 백인제 가옥(嘉會洞 白麟濟 家屋)은 서울특별시 종로구 북촌로7길에 있는 일제강점기의 가옥이다. 1977년 3월 17일 서울특별시의 민속문화재 제22호로 지정되었다. 1977년 민속자료로 등재될 때 백병원 설립자인 백인제가 소유하고 있어 백인제 가옥이라는 이름이 붙었다.

## 배경
1913년 한상룡이 세운 집으로 압록강 흑송을 가져다 지었다고 전한다.
한상룡은 이완용의 외조카로 1906년 가회동으로 이주하였으며 이후 몇 년에 걸쳐 주변의 작은 가옥 12채를 사들여 집터를 마련하고 1913년 6월 경성부 가회정(町) 93번지(현 종로구 가회동 93-1번지)에 새 가옥을 준공했다. 1976년 문화재 지정 당시 1876년에 건축하였다고 기록한 것은 착오에 의한 것이다. 한상룡은 준공 4개월 후 일본 천황의 간나메사이(神嘗祭, 신상제 - 햇곡식을 신에게 바치는 제사)에 맞추어 총독부 고위 관료를 집으로 초청해 연회를 배풀었다. 이때문에 문화재 전문가 황평우는 이 집의 이름을 한상룡 가옥이라고 불러야 한다고 주장한다.
한상룡은 이 집에 1928년까지 거주하였고 1935년 조선일보 기자로 활동하다 조선중앙일보 부사장을 역임한 최선익이 사들였다. 개성 출신의 부호였던 최선익은 1932년 27세의 나이로 조선중앙일보를 인수하고 민족운동가인 여운형을 사장으로 추대하여 민족 언론사에 중요한 자취를 남긴 인물이다. 1944년 외과 의사이자 흥사단 활동가였던 백인제가 이 집을 인수하였다. 백인제는 1950년 9월 한국전쟁 중에 납북되었고, 이후 백인제의 부인 최경진과 자식들이 계속하여 거주하였다. 1988년 집의 소유권은 아들 백낙조에게 이전되었으며 2009년 서울특별시가 매입하였다. 2015년 일반인에게 개방되었다.

## 건축
북촌 가회동에 위치한 백인제가옥은 안국동 윤보선가와 함께 북촌의 대규모 한옥을 대표한다. 일제강점기의 한옥으로 근대 한옥 양식의 특징을 잘 보전하고 있으며 북촌이 한눈에 내려다 보이는 높은 위치에 세워졌다. 건축 자재로 압록강의 흑송을 들였다고 한다. 한옥의 재료로서 흑송이 쓰인 것은 그리 오래 되지 않았다. 1907년 경성박람회 때 흑송 목재가 소개된 바 있다. 실재 흑송을 사들여 썼는 지, 아니면 당시 헐리고 있던 경복궁의 목재를 썼는 지에 대해서는 논란이 있다.
백인제 가옥은 한국 중부 지방 한옥 배치를 기본으로 하면서 서양과 일본의 건축 요소를 받아들인 집이다. 크게 행랑채, 안채, 사랑채로 구성되어 있는데 전통적인 서울지방 상류층 주택과 달리 사랑채과 안채를 이어 붙여 지었다. 높은 솟을 대문이 입구에 놓이고 대문 좌우로 광과 부엌이 있으며 대문을 들어서면 행랑채가 안뜰과 사랑 마당을 구분하고 있다. 사랑채에는 4칸의 방과 대청을 놓았으며 긴 툇마루가 안채와 연결되어 있다. 안채는 앞뒤로 퇴칸을 두었고 부엌·안방·대청·건넌방을 일자로 배치하였다. 별당은 뒤뜰 북서쪽에 자리잡고 있다.
한옥으로는 특이하게 사랑채에 2층을 두었는데 한상룡은 2층을 다다미방으로 꾸몄다. 방앞으로는 한옥의 일반적인 양식인 쪽마루 대신 유리창을 단 문을 달고 그 안쪽으로 일본식 복도를 두었다. 이러한 요소는 한상룡의 중요한 손님인 일본 관료나 기업인들에게 일본화된 본인을 보여주는 도구로 선택했다고 볼 수 있다. 서양 건축 요소인 붉은 벽돌도 함께 썼으며 안채의 부엌 위에도 작은 다락방이 있다.

백인제 가옥 평면도

## 갤러리

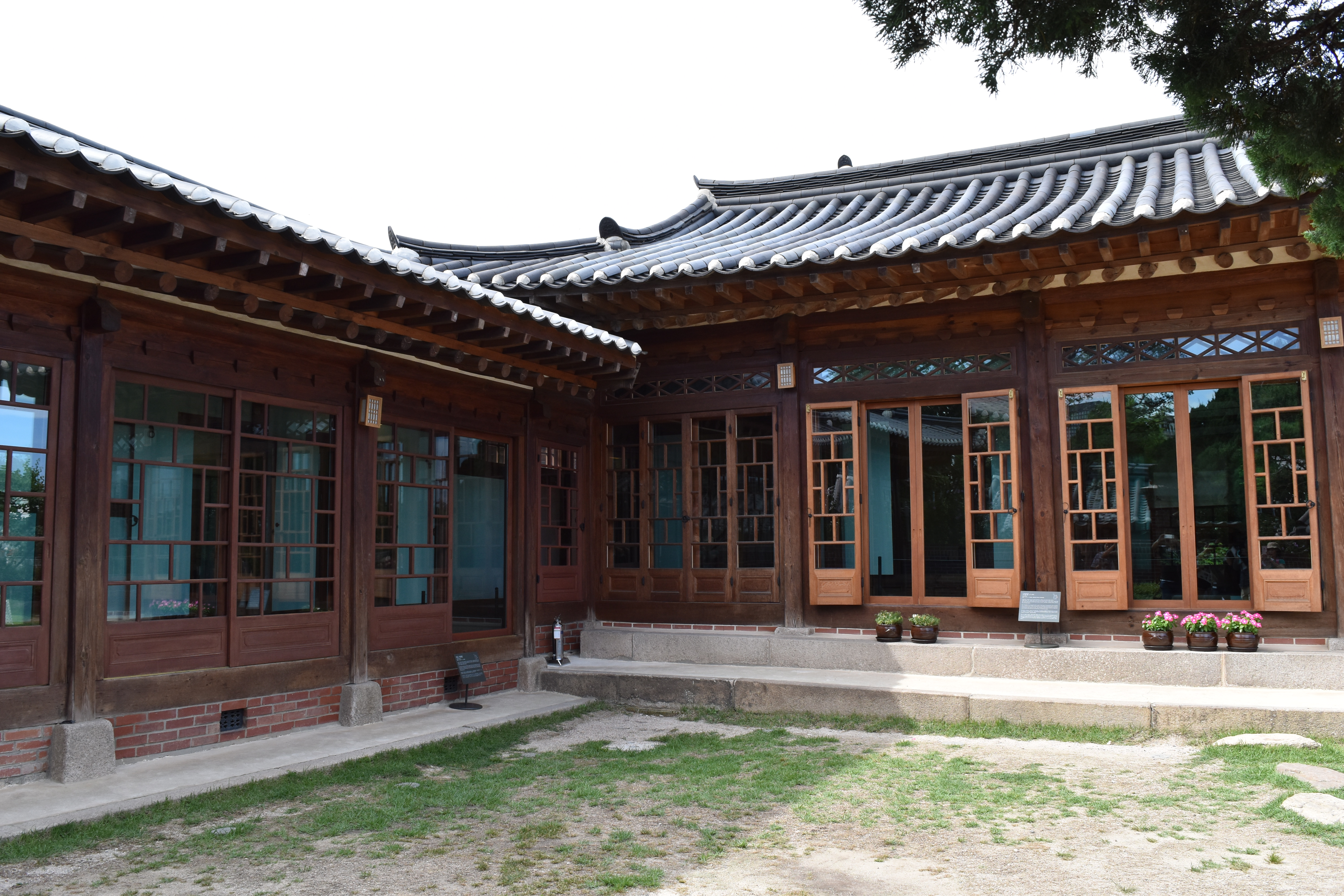
사랑채
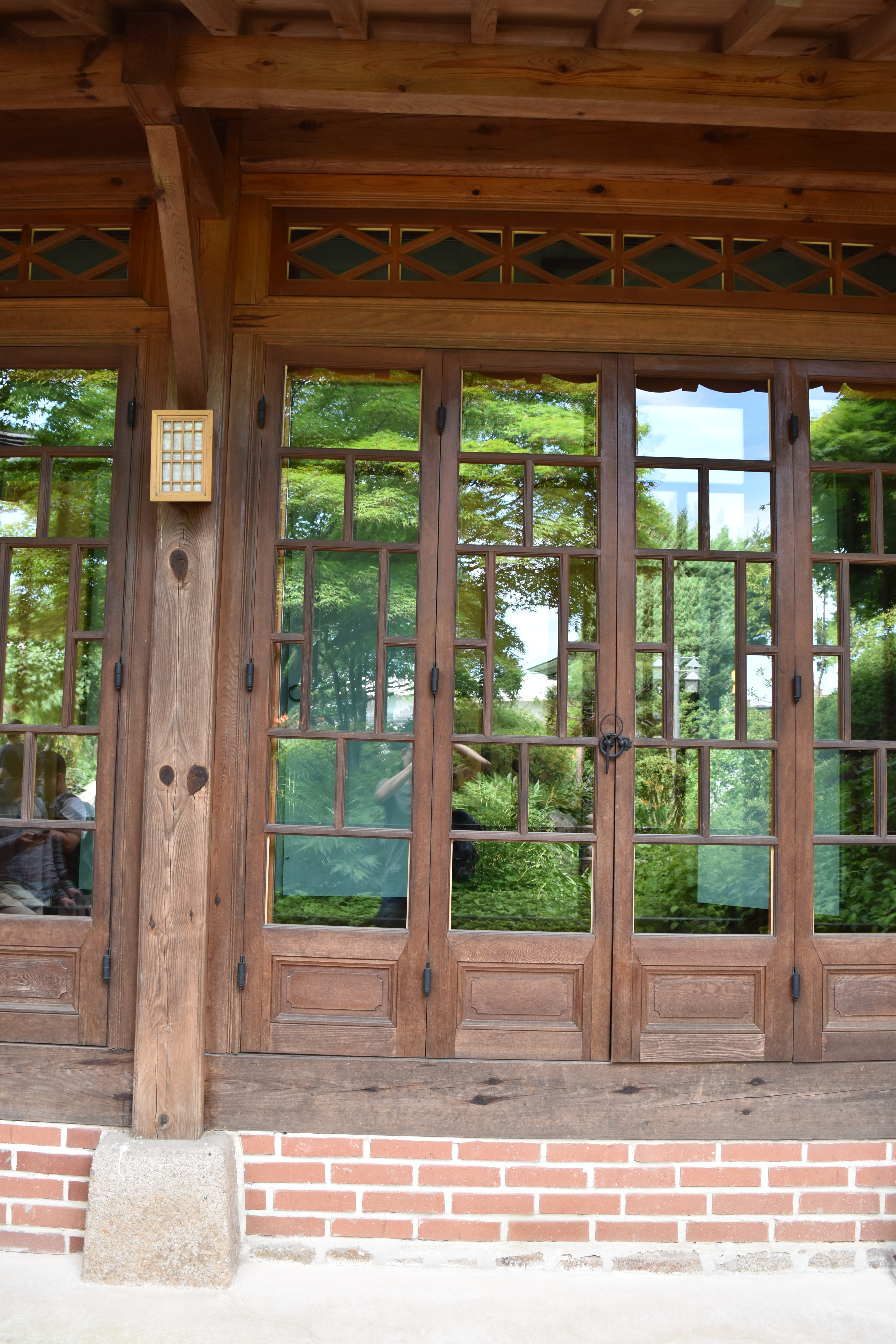
사랑채의 유리창이 달린 문
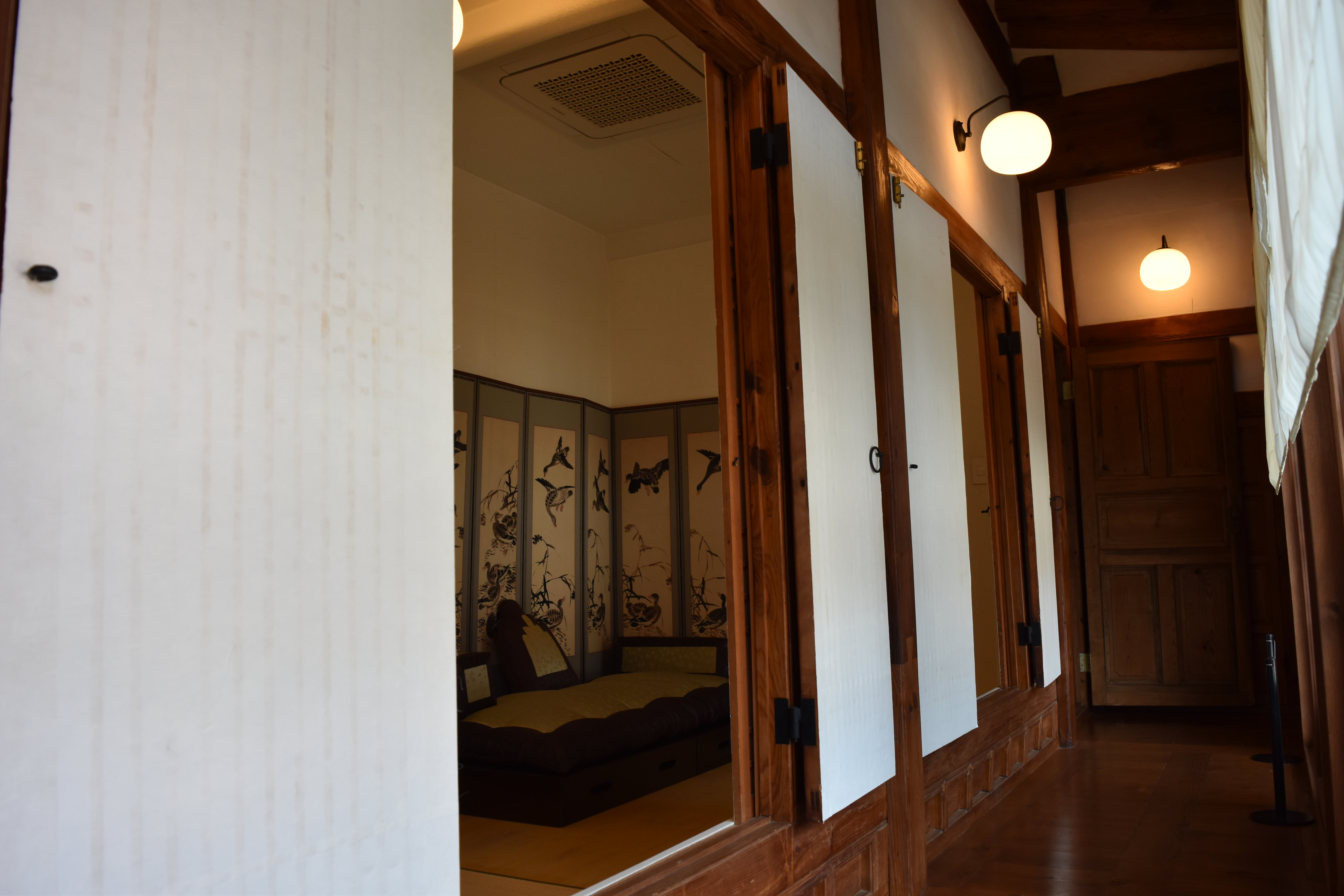
가옥 내부의 복도
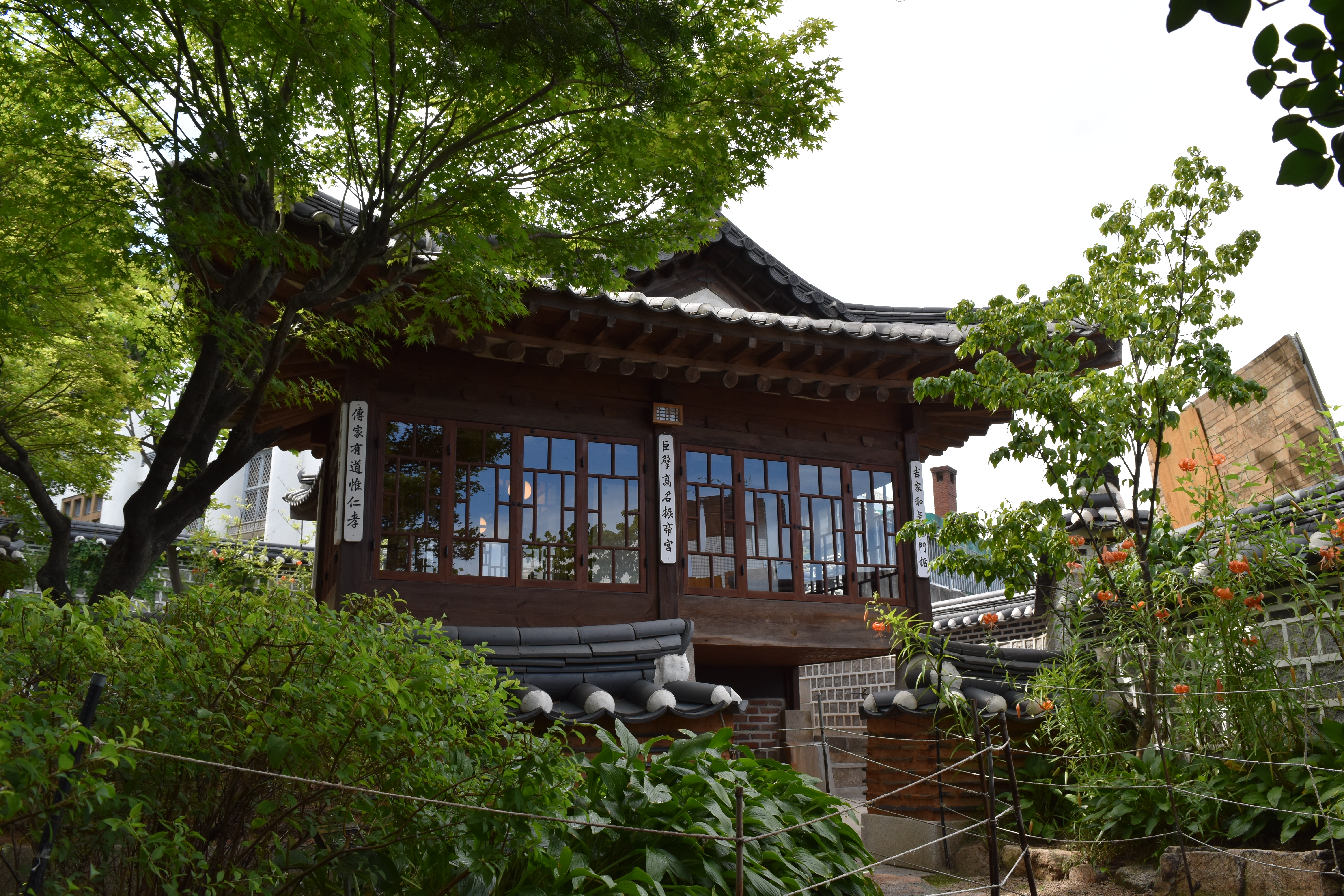
제일 높은 곳에 위치한 별당
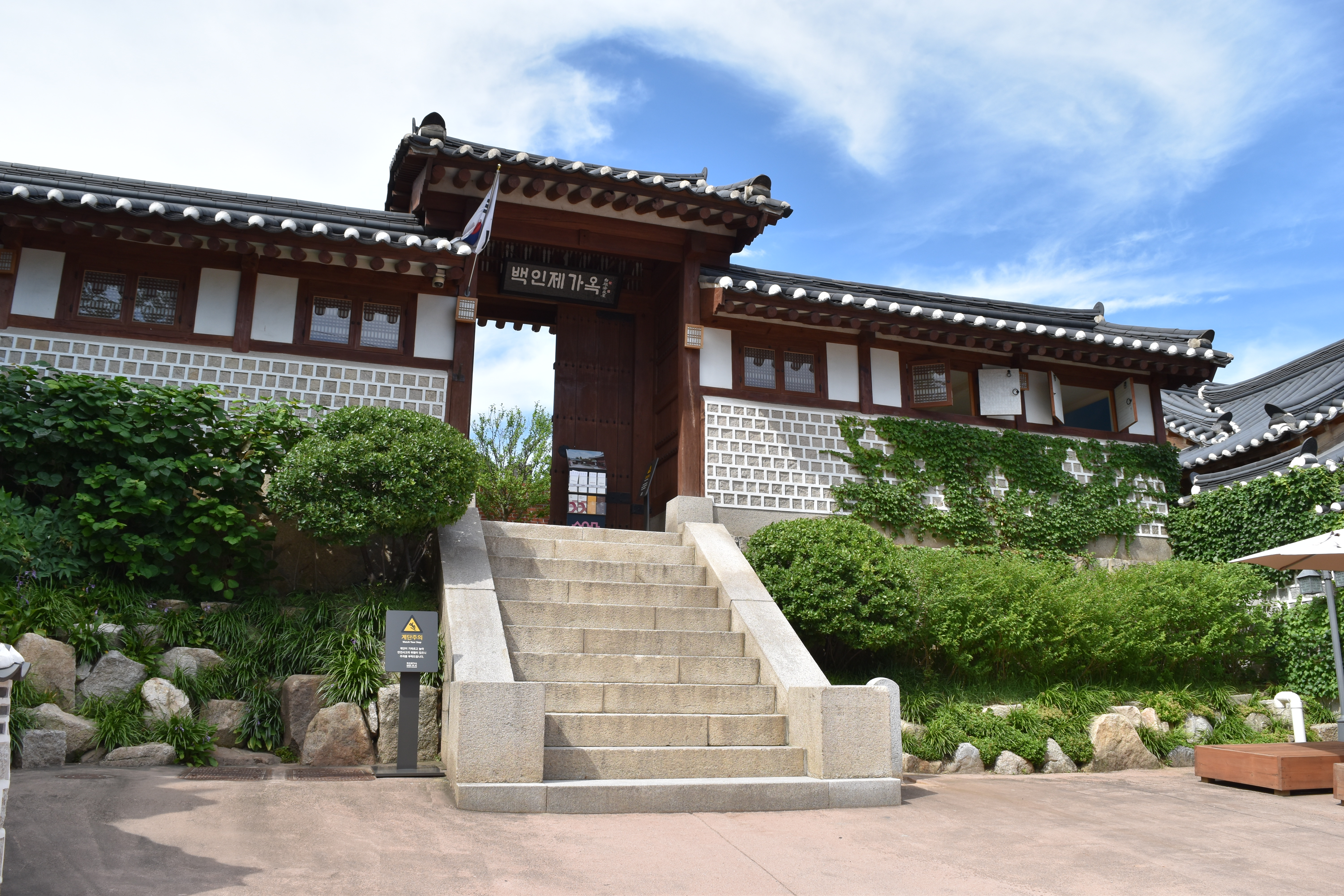
대문
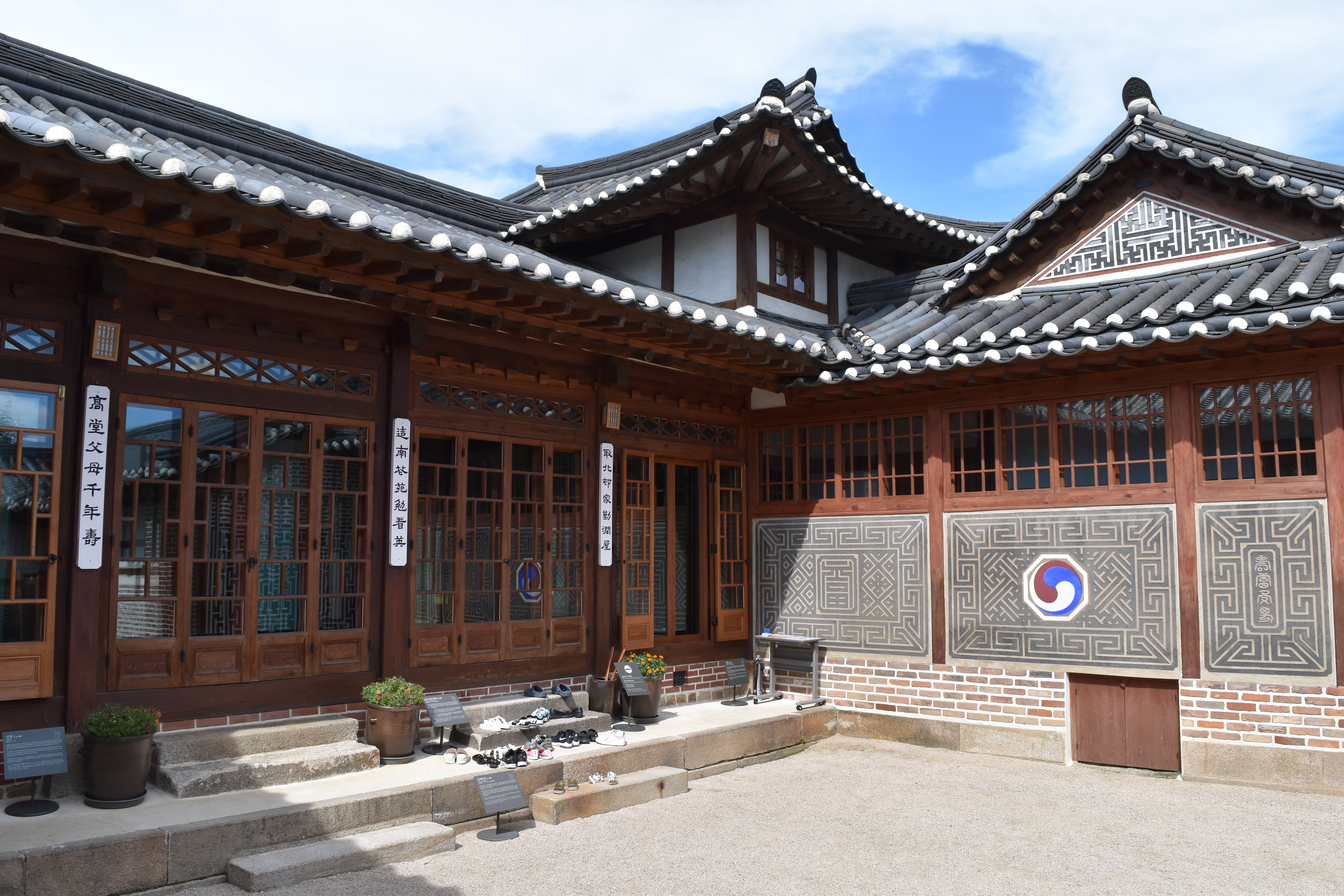
안뜰과 위쪽으로 보이는 사랑채 2층
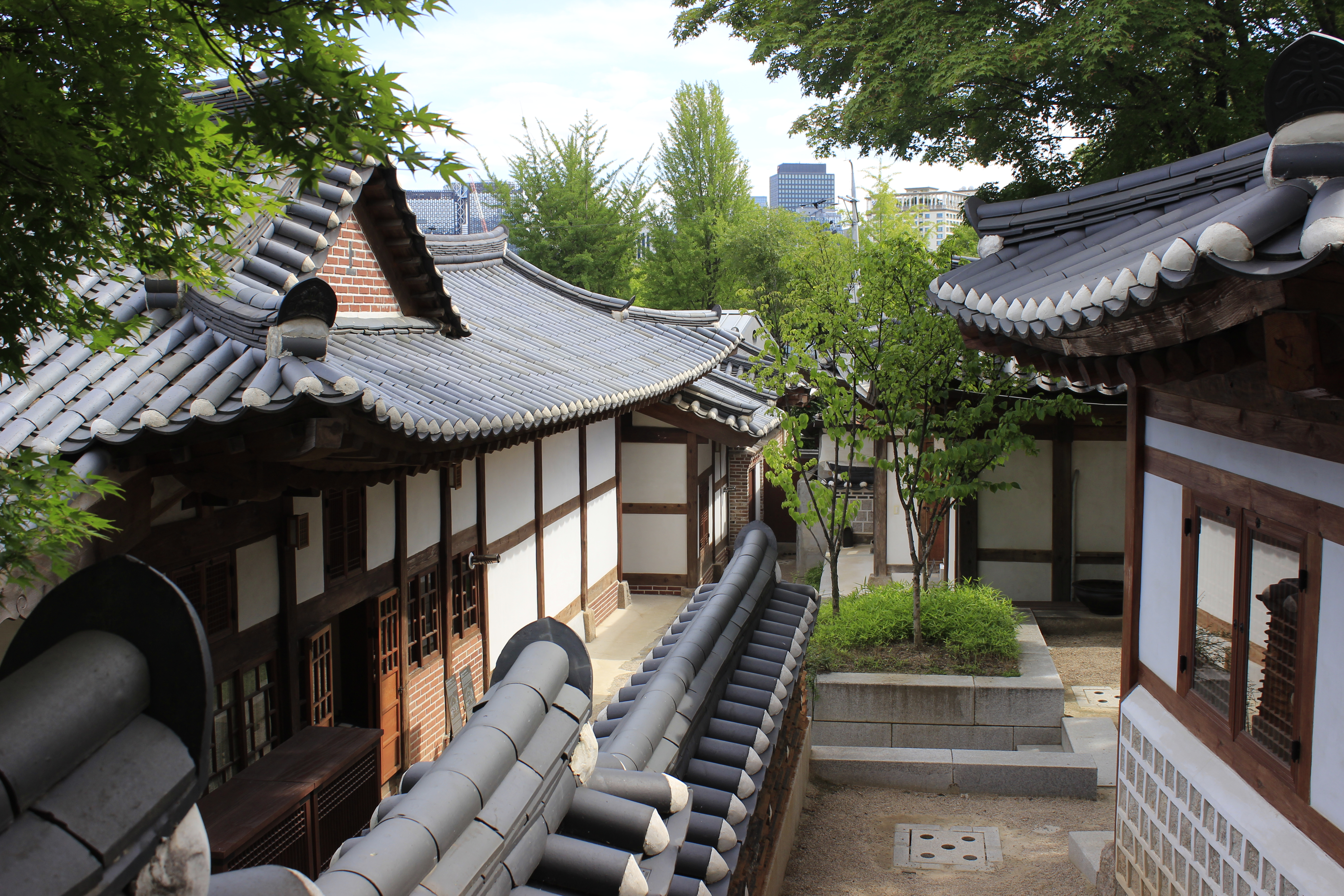
뒤뜰

## 문화
2015년 개봉한 영화 암살의 촬영 장소로 쓰였다.

## 관람
백인제 가옥은 서울역사박물관이 관리하고 있다. 관람 시간은 오전 9시부터 오후 6시이며 오후 5시 30분 입장을 마감한다. 자유 관람은 외부만이 가능하며 해설을 들으며 내부를 관람하기 위해선 예약하여야 한다. 관람객의 수는 평일 3백여명 주말 7백여명 정도로 80% 이상이 내국인이라고 한다.

## 참고 자료
- 위키미디어 공용에 가회동 백인제 가옥 관련 미디어 분류가 있습니다.
- 가회동백인제가옥 - 국가유산청 국가유산포털